# Jüan-jang (Jün-nan)
Jüan-jang (čínsky pchin-jinem Yuányáng, znaky zjednodušené 元阳, tradiční 元陽) je okres v chanijské a iské autonomní prefektuře Chung-che na jihu provincie Jün-nan, v Čínské lidové republice. Rozloha celého okresu je 2292 čtverečních kilometrů a v roce 2002 v něm žilo přibližně 365 tisíc obyvatel, z téměř devíti desetin příslušníci národnostních menšin.
Okres je známý svými terasovými rýžovými poli, část z nich je součástí světového dědictví UNESCO jako chanijské rýžové terasy v Chung-che.